# فردیناند کولی
فردیناند کولی (انگلیسی: Ferdinand Coly؛ زادهٔ ۱۰ سپتامبر ۱۹۷۳) یک بازیکن فوتبال اهل سنگال است.
وی همچنین در تیم ملی فوتبال سنگال بازی کرده‌است.